# Doboj
Doboj (ciríl·lic: Добој) és un municipi delt nord de Bòsnia i Hercegovina, amb una població de 68,514 persones segons els resultats preliminars del cens de 2013. Doboj forma part de la República Sèrbia i és el major nus ferroviari de Bòsnia i Hercegovina.